# Гутка (Гомельская область)
Гутка (бел. Гутка) — упразднённая деревня в Неглюбском сельсовете Ветковского района Гомельской области Беларуси.
В результате катастрофы на Чернобыльской АЭС и радиационного загрязнения жители (52 семьи) переселены в 1990 году в чистые места.

## География

### Расположение
В 22 км на северо-восток от Ветки, 44 км от Гомеля, 30 км от железнодорожной станции Добруш (на линии Гомель — Вышков).

## Транспортная сеть
Транспортные связи по просёлочной, затем автомобильной дороге Старое Закружье — Ветка. Деревянные дома стоящие вдоль просёлочной дороги.

## История
По письменным источникам известна с XIX века как деревня в Столбунской волости Гомельского уезда Могилёвской губернии. Согласно переписи 1897 года располагались в деревне — школа грамоты, хлебозапасный магазин; рядом находился хутор. В 1909 году 295 десятин земли.
В 1926 году в Шейкогутковском сельсовете Светиловичского района Гомельского округа, работал почтовый пункт. В 1930 году жители вступили в колхоз. Во время Великой Отечественной войны 9 жителей погибли на фронте. В 1959 году входила в состав колхоза «40 лет Октября» (центр — деревня Старое Закружье).
С 29 ноября 2005 года исключён из данных по учёту административно-территориальных и территориальных единиц.

## Население

### Численность
- 1990 год — жители (52 семьи) переселены.

### Динамика
- 1897 год — 34 двора, 232 жителя; хутор 2 двора, 3 жителя (согласно переписи).
- 1909 год — 39 дворов, 280 жителей.
- 1926 год — 58 дворов, 295 жителей.
- 1959 год — 126 жителей (согласно переписи).
- 1990 год — жители (52 семьи) переселены.